# Paramarpissa
Paramarpissa là một chi nhện trong họ Salticidae.